# Oncophorus alpestris
Oncophorus alpestris là một loài rêu trong họ Dicranaceae. Loài này được Wahlenb. Lindb. mô tả khoa học đầu tiên năm 1879.